# Mănăstirea franciscană din Șumuleu Ciuc
Mănăstirea Franciscană din Șumuleu Ciuc este un ansamblu de monumente istorice aflate în Șumuleu Ciuc, pe teritoriul municipiului Miercurea Ciuc. În Repertoriul Arheologic Național monumentul apare cu codul: 83339.25.
Ansamblul este format din următoarele monumente:
- Biserica mănăstirii franciscane „Vizita Mariei la Elisabeta” cu piatra funerară încastrată (cod LMI HR-II-m-A-12745.01)
- Claustru (cod LMI HR-II-m-A-12745.02)
- Capela „Sf. Ioan Botezătorul” (cod LMI HR-II-m-A-12745.03)
- Cruce de piatră (cod LMI HR-IV-m-A-12745.04)

## Istoric

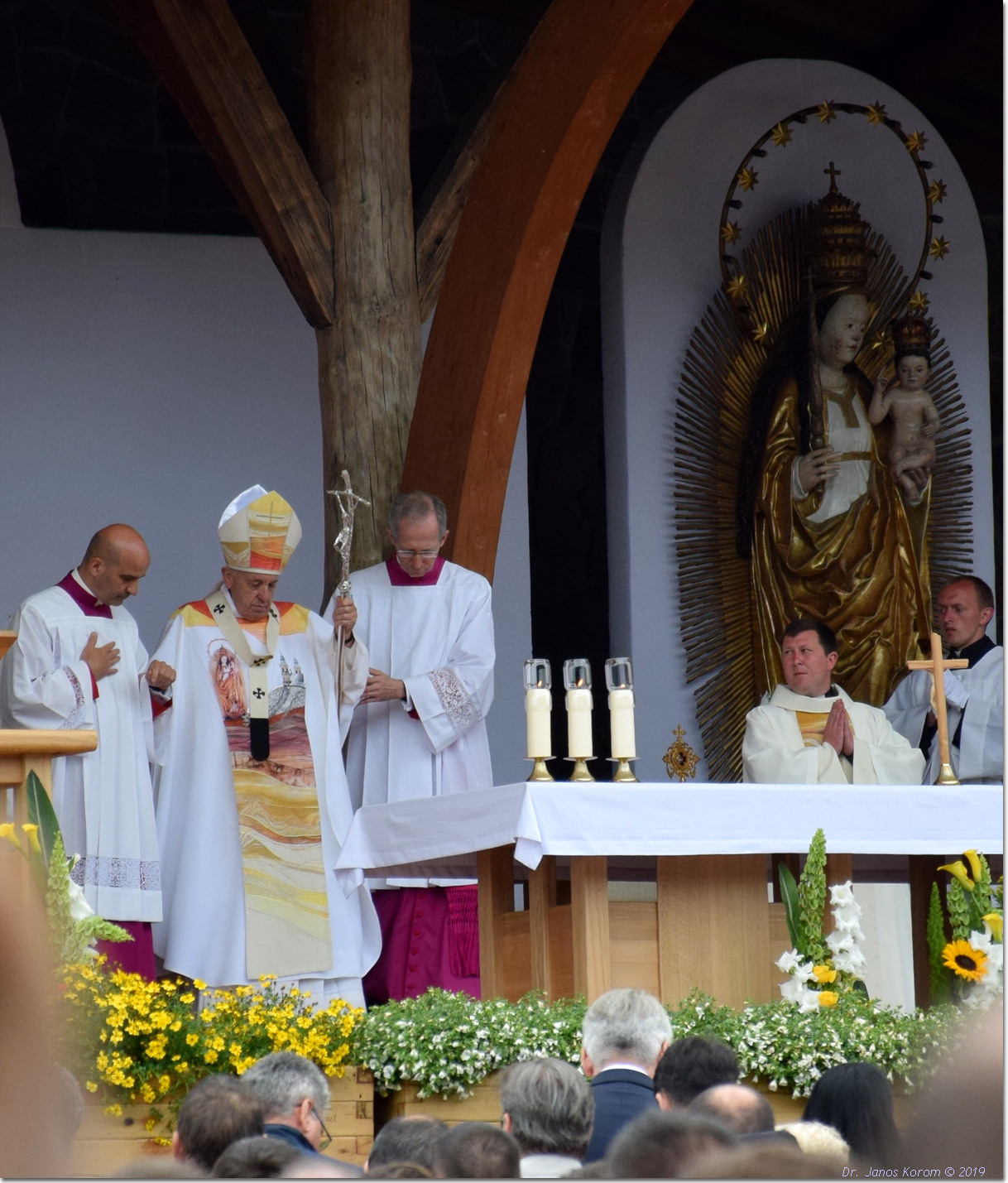
Papa Francisc la Șumuleu Ciuc (1 iunie 2019)

Franciscanii au venit pe aste meleaguri în sec. al XIV-lea și au zidit o mănăstire, dar și biserica în stil gotic un secol mai târziu. Regentul Ungariei, Iancu de Hunedoara, a ajutat la construirea bisericii, folosindu-se de prada de război dobândită din luptele lui cu otomanii. Pe urmă, a fost sfințită, hramul noului lăcaș de cult fiind Vizita Fecioarei Maria la vara ei Elisabeta (mama lui Ioan Botezătorul).
Biserica și mănăstirea au fost înconjurate de ziduri de piatră, în spatele cărora locuitorii ținutului s-au putut adăposti în caz de asediu. Incendiile și întârzierile de construcție au afectat structura de rezistență. Mănăstirea a fost reparată și lărgită de mai multe ori, în veacurile 16 și 17, căpătând forma finală în perioada dintre 1773 și 1779.
Tipografia mănăstirii de la Șumuleu Ciuc a fost întemeiată de călugărul Ioan Căianu în anul 1675. Prima carte tipărită la Șumuleu Ciuc a fost „Cantionale catholicum”, o culegere de cântece bisericești. După trei ani, Căianu a primit aprobarea pentru tipărirea de manuale școlare, activitatea principală a tipografiei franciscane. 
Biserica cea nouă, de stil baroc, a fost construită de arhitectul Konstantin Schmidt, începând din 1804. Cele 2 turle au fost terminate la 1830, 1834 fiind anul când lucrările bisericii s-au încheiat. Biserica a fost sfințită, la 20 august 1876, de Mihály Fogarassy, episcop al Transilvaniei. Biserica de azi are lungimea de 58 m, 22 m lățime și 55 m înălțime. Statuia din cupru a Mariei a fost turnată la 1837, de firma „Ziselier Rothenbacher” din Brașov. Mobilierul bisericii a fost pregătit de Miklós Papp, pictor și sculptor tot de acolo. Intrarea în biserică a fost amenajată în 1838, de Félix Názán. Altarele secundare (sau laterale) au fost elaborate la începutul sec. al XIX-lea, cu prilejul construirii bisericii noi. Capodopera e statuia în mărime naturală și poleită cu aur a Sf. Maria purtându-L în brațe pe Pruncul Isus, ce datează din sec. al XVI-lea, regăsindu-se la altarul principal. Vei putea găsi acolo numeroase ofrande votive. 
În anul 1948 papa Pius al XII-lea a conferit bisericii statutul de Basilica minor. În ziua de 1 iunie 2019 papa Francisc a oficiat o liturghie la mănăstirea de la Șumuleu Ciuc și a oferit Fecioarei de la Șumuleu Trandafirul de Aur⁠(en)[traduceți].

## Pelerinajul de Rusalii
Mănăstirea de la Șumleu Ciuc este destinația Pelerinajului de la Șumuleu, care are loc de Rusaliile romano-catolice.